# Florin de la Guyane britannique
Pour les articles homonymes, voir Florin.
Le florin (en anglais, gulden) est l'ancienne monnaie officielle à partir de 1798-1809 des territoires occupés par les Britanniques de Berbice, Démérara et Essequibo, qui forment ensuite la Guyane britannique en 1831. Il est remplacé en 1839 par le dollar guyanien.

## Histoire monétaire
Les Néerlandais avaient colonisé une partie de la Côte Sauvage sud-américaine depuis la fin du XVIe siècle. Différences monnaies y circulèrent à commencer par le florin néerlandais, divisé en 20 stuivers, mais aussi des monnaies coloniales espagnoles contremarquées (la peças en or de 6 400 reis appelée localement joes, d'une valeur de 22 florins), des monnaies coloniales portugaises frappées pour le Brésil, des sous coloniaux frappées par le royaume de France destinés à la Guyane française, entre autres.
Les premières tentatives monétaires britanniques prennent place entre 1798 et 1808, elles consistent en contremarques frappées sur des joes portugaises en or et sur des pièces de huit réaux (dit spanish dollar) de l'Empire espagnol, qui sont trouées et qui valent 3 florins ; le bouchon central obtenu est de forme étoilée, il est également contremarqué, mais pour une valeur indiquée de 3 bits, équivalant à 15 stivers,. La valeur au change d'un dollar espagnol est donc de 3,75 florins.

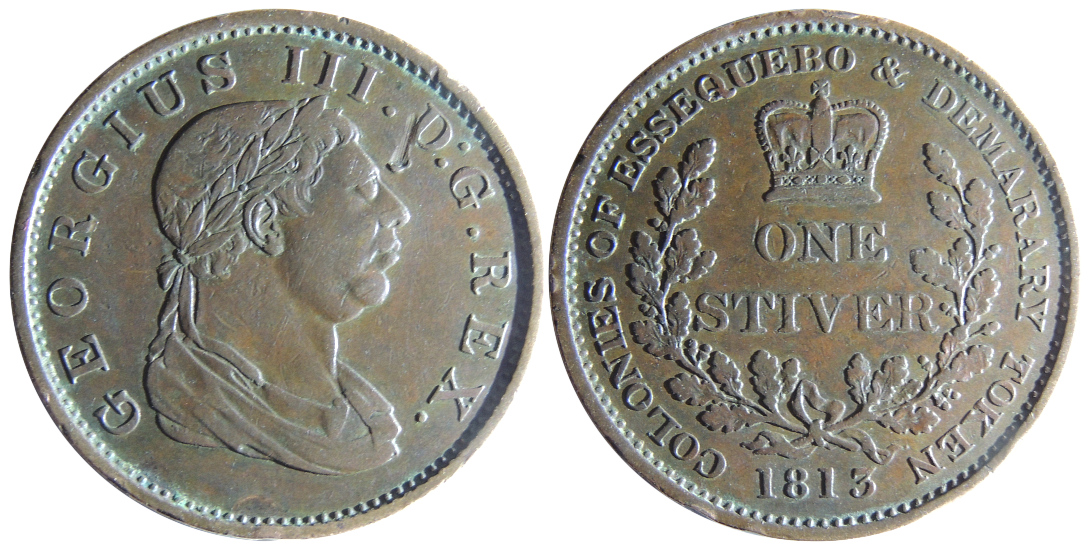
Pièce de 1 stiver (1813), cuivre, recto/verso.

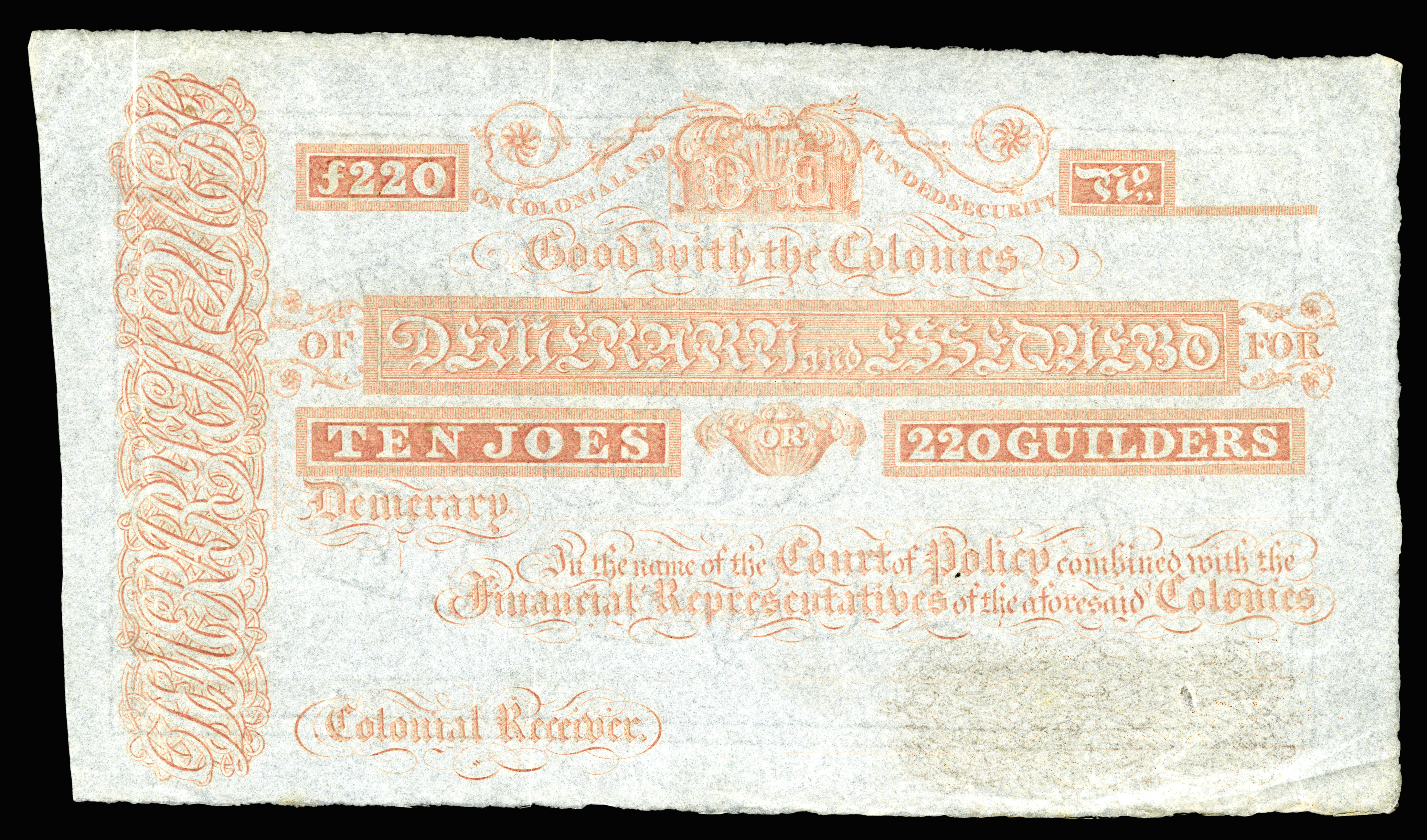
Billet colonial de 10 joes ou 220 florins imprimé avant 1839, uniface.

Une première série de monnaies spécifiques est émise à partir de 1809, soit avant le Traité anglo-néerlandais de 1814. Elle est destinée à circuler sur les territoires occupés de Berbice, Démérara et Essequibo. Sont frappées des monnaies en argent à 816 millièmes pour des valeurs de ¼, ½, 1, 2 et 3 florins. En 1813, une série de pièces en cuivre est émise pour des valeurs de ½ et 1 stiver. En 1832, est frappée une pièce de 1/8e de florin en argent. Toutes ces monnaies portent au revers la mention Colonies of Essequebo & Demarary [sic] token, donnant à ces pièces un statut de jeton monétaire (sous-entendu non frappés par la Royal Mint mais par des ateliers privés anglais comme la Soho Mint), arborant cependant à l'avers le portrait officiel du souverain britannique.
En 1836, une nouvelle série de monnaies en argent est émises, portant au revers la mention British Guiana, pour des valeurs de 1/8, ¼, ½, et 1 florin. En 1838, deux jetons de nécessité en cuivre d'une valeur de 1 stiver chacun sont frappés portant la légende au revers de trade & navigation et au revers, pure copper preferable to paper one stiver (« cuivre pur préférable au 1 stiver de papier »), émis par des marchands colons qui refusent le papier monétaire que lancent les autorités locales depuis 1809, afin de pallier une disette monétaire récurrente. C'est ainsi que la Demerary and Essequibo Colonial & Funded Securities fait imprimer une série de billets pour des valeurs de 1, 2, 3 et 10 joes valant respectivement 22, 44, 66 et 220 florins. Par ailleurs, la Royal Mint de Londres fait frapper à plus de deux millions d'exemplaires entre 1836 et 1838 des pièces en argent de 2 et 4 pence, toutes deux de types officiels britanniques, qu'elle fait convoyer vers ce territoire.
En 1839, cette monnaie est remplacée par le dollar guyanien, le taux d'échange est de 15 florins pour 1 livre sterling et de 3⅛ de florins pour 1 dollar.